# Лыжные гонки на зимних Олимпийских играх 2018
Соревнования по лыжным гонкам на зимних Олимпийских играх 2018 года в Пхёнчхане прошли с 10 по 25 февраля в центре лыжных гонок «Альпензия», расположенного в курорте Альпензия.
В рамках соревнований, как и на предыдущих Олимпийских играх, было разыграно 12 комплектов наград. Норвежцы выиграли 7 золотых медалей.
Самым успешным лыжником на Играх 2018 года стал 21-летний норвежец Йоханнес Хёсфлот Клебо, завоевавший три золотые медали.
37-летняя Марит Бьёрген на своей пятой в карьере Олимпиаде выиграла пять наград и стала самым титулованным спортсменом в истории зимних Игр во всех видах спорта. Всего на её счету 8 золотых, 4 серебряные и 3 бронзовые медали Олимпийских игр.
Киккан Рэндалл и Джессика Диггинс, победившие в командном спринте, принесли США первую в историю золотую олимпийскую медаль в лыжных гонках.
Впервые со времён зимних Олимпийских игр 1994 года, шведские лыжники-мужчины не завоевали ни одной медали.

## Медали

### Медалисты

#### Мужчины
| Дисциплина                                          | Золото                                                                                           | Серебро                                                                       | Бронза                                                                       |
| 15 км — свободный стиль см. подробнее               | Дарио Колонья Швейцария                                                                          | Симен Хегстад Крюгер Норвегия                                                 | Денис Спицов ОСР                                                             |
| 15+15 км скиатлон см. подробнее                     | Симен Хегстад Крюгер Норвегия                                                                    | Мартин Йонсруд Сундбю Норвегия                                                | Ханс Кристер Холунн Норвегия                                                 |
| 50 км масс-старт — классический стиль см. подробнее | Йиво Нисканен Финляндия                                                                          | Александр Большунов ОСР                                                       | Андрей Ларьков ОСР                                                           |
| 4×10 км эстафета см. подробнее                      | Норвегия · Дидрик Тёнсет · Мартин Йонсруд Сундбю · Симен Хегстад Крюгер · Йоханнес Хёсфлот Клебо | ОСР · Андрей Ларьков · Александр Большунов · Алексей Червоткин · Денис Спицов | Франция · Жан-Марк Гайяр · Морис Манифика · Клеман Парисс · Адриен Бакшайдер |
| Спринт — классический стиль см. подробнее           | Йоханнес Хёсфлот Клебо Норвегия                                                                  | Федерико Пеллегрино Италия                                                    | Александр Большунов ОСР                                                      |
| Командный спринт — свободный стиль см. подробнее    | Норвегия · Мартин Йонсруд Сундбю · Йоханнес Хёсфлот Клебо                                        | ОСР · Денис Спицов · Александр Большунов                                      | Франция · Морис Манифика · Ришар Жув                                         |

#### Женщины
| Дисциплина                                          | Золото                                                                      | Серебро                                                             | Бронза                                                                        |
| 10 км — свободный стиль см. подробнее               | Рагниль Хага Норвегия                                                       | Шарлотт Калла Швеция                                                | Марит Бьёрген Норвегия                                                        |
| 10 км — свободный стиль см. подробнее               | Рагниль Хага Норвегия                                                       | Шарлотт Калла Швеция                                                | Криста Пярмякоски Финляндия                                                   |
| 7,5+7,5 км скиатлон см. подробнее                   | Шарлотт Калла Швеция                                                        | Марит Бьёрген Норвегия                                              | Криста Пярмякоски Финляндия                                                   |
| 30 км масс-старт — классический стиль см. подробнее | Марит Бьёрген Норвегия                                                      | Криста Пярмякоски Финляндия                                         | Стина Нильссон Швеция                                                         |
| 4×5 км эстафета см. подробнее                       | Норвегия · Ингвильд Эстберг · Астрид Якобсен · Рагниль Хага · Марит Бьёрген | Швеция · Анна Хог · Шарлотт Калла · Эбба Андерссон · Стина Нильссон | ОСР · Наталья Непряева · Юлия Белорукова · Анастасия Седова · Анна Нечаевская |
| Спринт — классический стиль см. подробнее           | Стина Нильссон Швеция                                                       | Майкен Касперсен Фалла Норвегия                                     | Юлия Белорукова ОСР                                                           |
| Командный спринт — свободный стиль см. подробнее    | США · Киккан Рэндалл · Джессика Диггинс                                     | Швеция · Шарлотт Калла · Стина Нильссон                             | Норвегия · Марит Бьёрген · Майкен Касперсен Фалла                             |

### Общий зачёт
Жирным шрифтом выделено самое большое количество медалей в своей категории
| Общее количество медалей |                                  |        |         |        |       |
| Место                    | Страна                           | Золото | Серебро | Бронза | Всего |
| 1                        | Норвегия                         | 7      | 4       | 3      | 14    |
| 2                        | Швеция                           | 2      | 3       | 1      | 6     |
| 3                        | Финляндия                        | 1      | 1       | 2      | 4     |
| 4                        | США                              | 1      | 0       | 0      | 1     |
| 4                        | Швейцария                        | 1      | 0       | 0      | 1     |
| 5                        | Олимпийские спортсмены из России | 0      | 3       | 5      | 8     |
| 6                        | Италия                           | 0      | 1       | 0      | 1     |
| 7                        | Франция                          | 0      | 0       | 2      | 2     |
| Всего                    | Всего                            | 12     | 12      | 13     | 37    |

## Расписание
Время местное (UTC+9)
| День    | Дата                    | Старт | Соревнование               |
| ------- | ----------------------- | ----- | -------------------------- |
| День 2  | Суббота, 10 февраля     | 16:15 | Скиатлон (женщины)         |
| День 3  | Воскресенье, 11 февраля | 15:15 | Скиатлон (мужчины)         |
| День 5  | Вторник, 13 февраля     | 17:30 | Спринт (мужчины)           |
| День 5  | Вторник, 13 февраля     | 20:00 | Спринт (женщины)           |
| День 7  | Четверг, 15 февраля     | 15:30 | 10 км (женщины)            |
| День 8  | Пятница, 16 февраля     | 15:00 | 15 км (мужчины)            |
| День 9  | Суббота, 17 февраля     | 18:30 | Эстафета (женщины)         |
| День 10 | Воскресенье, 18 февраля | 15:15 | Эстафета (мужчины)         |
| День 13 | Среда, 21 февраля       | 17:00 | Командный спринт (мужчины) |
| День 13 | Среда, 21 февраля       | 19:00 | Командный спринт (женщины) |
| День 16 | Суббота, 24 февраля     | 14:00 | 50 км (мужчины)            |
| День 17 | Воскресенье, 25 февраля | 15:15 | 30 км (женщины)            |

## Квалификация
В общей сложности квота МОК для участия в соревнованиях по лыжным гонкам содержала 310 мест для спортсменов. Каждый Национальный олимпийский комитет мог быть представлен максимум 20 спортсменами — максимально по 12 мужчин и женщин.

## Место проведения соревнований
| Центр лыжных гонок и биатлона «Альпензия» |
| ----------------------------------------- |
|                                           |
| Вместимость: 26 500                       |